# Ессінген (Рейнланд-Пфальц)
Ессінген (нім. Essingen) — громада в Німеччині, розташована в землі Рейнланд-Пфальц. Входить до складу району Південний Вайнштрассе. Складова частина об'єднання громад Оффенбах-ан-дер-Квайх.
Площа — 11,38 км2. Населення становить 2241 ос. (станом на 31 грудня 2020).

## Галерея

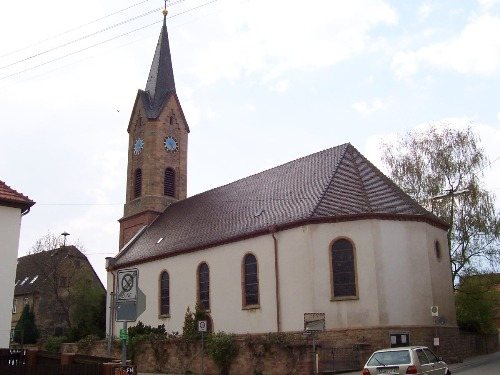
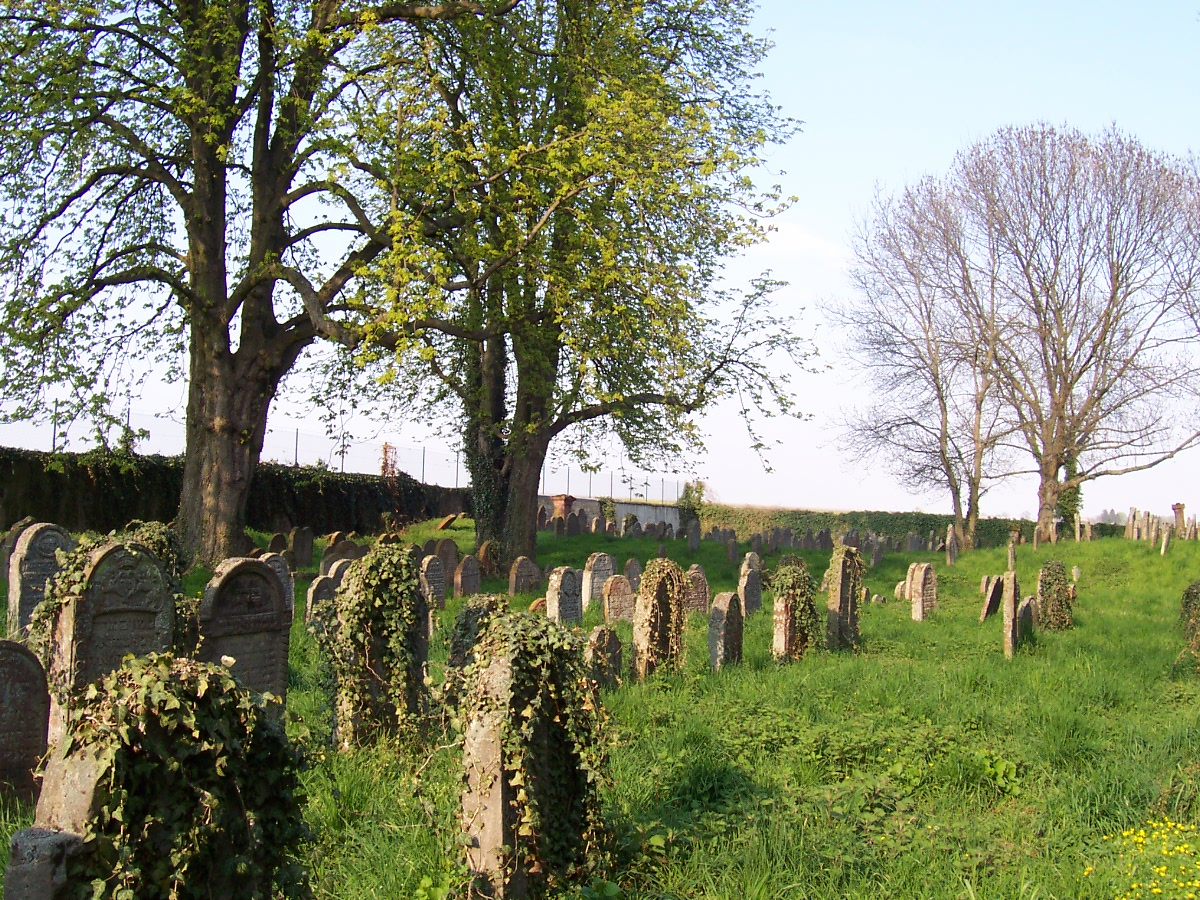
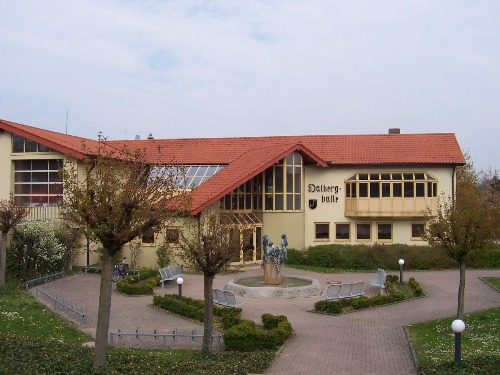
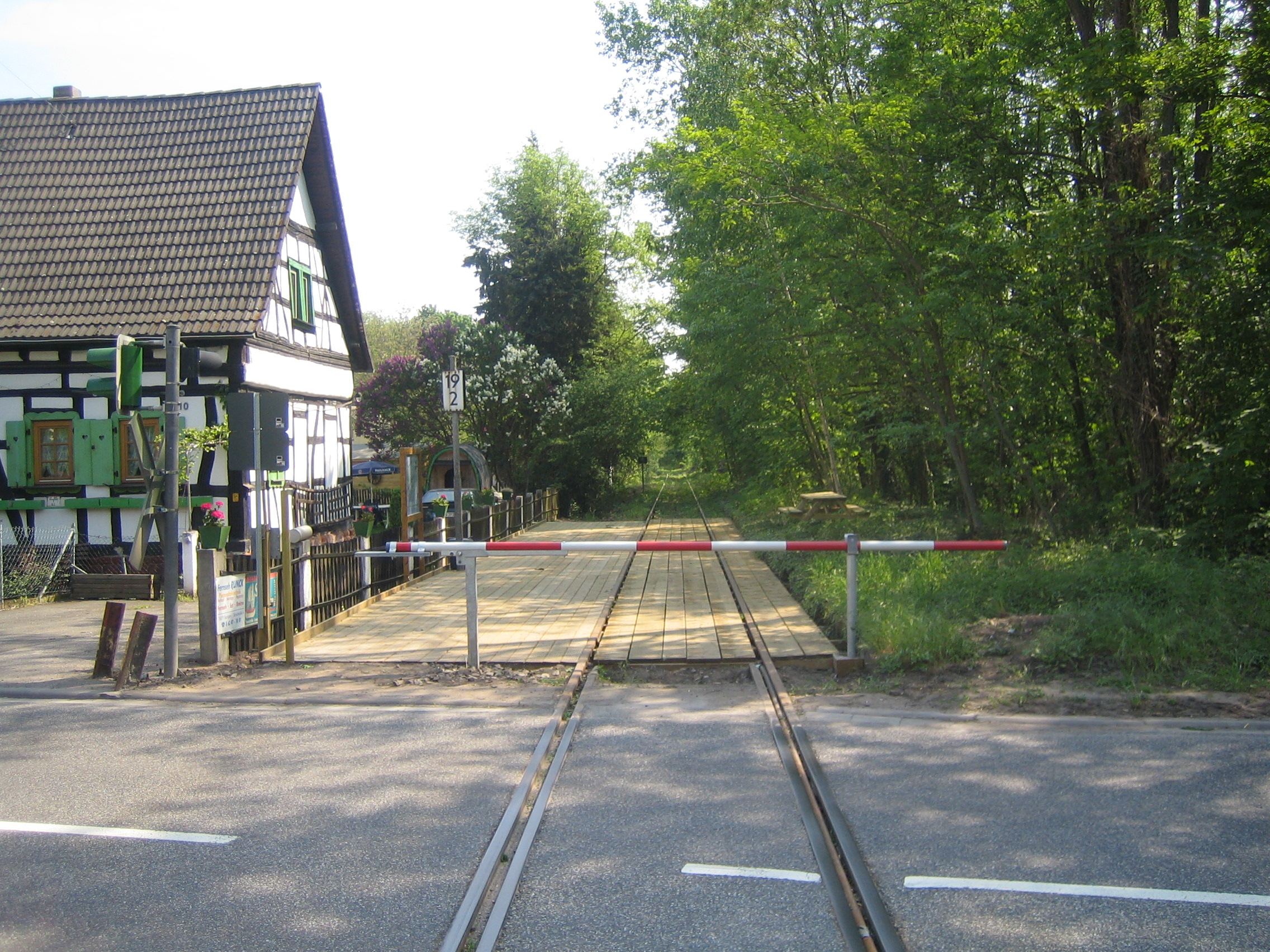
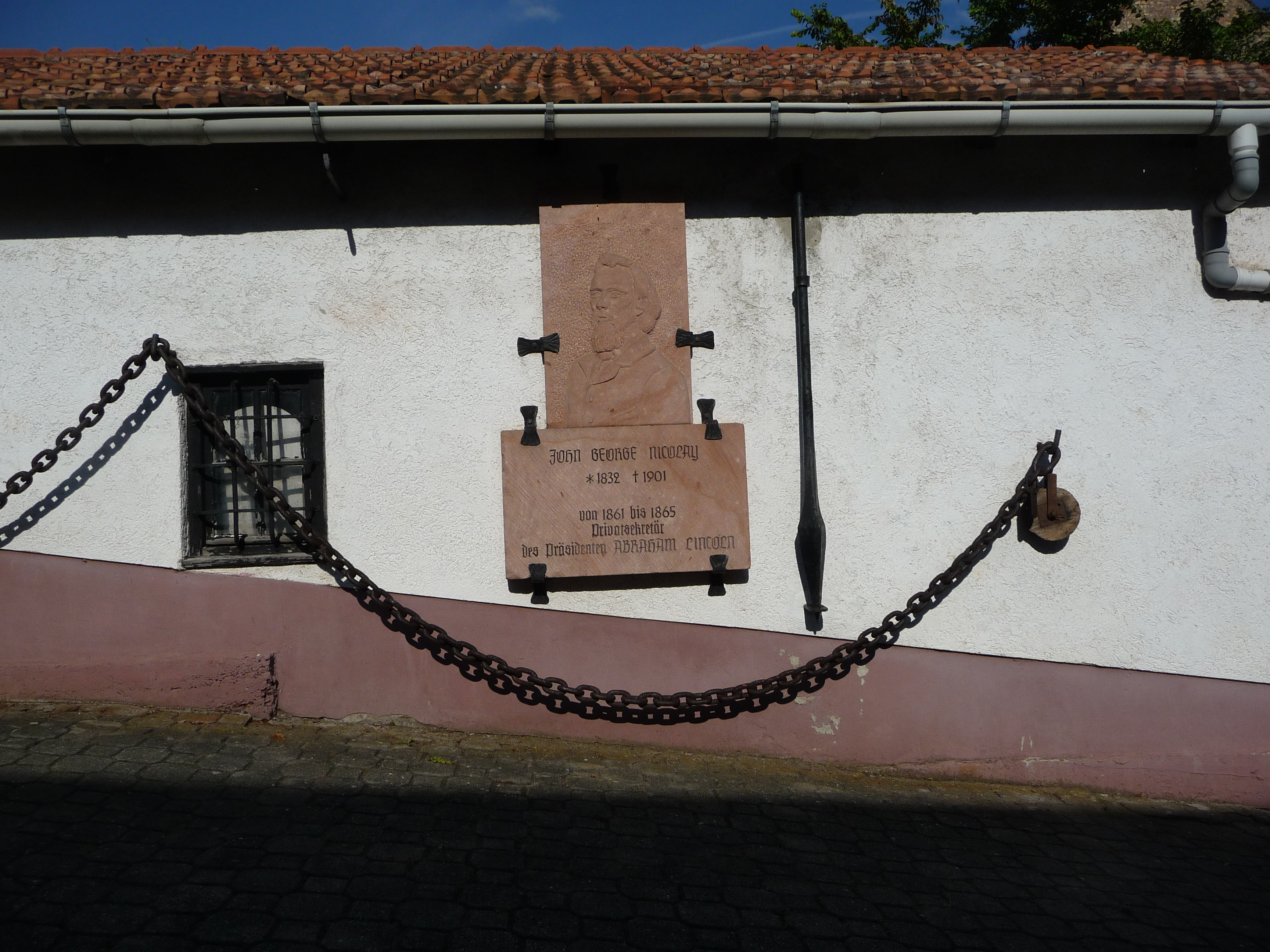